# Arnebia tschimganica
Arnebia tschimganica är en strävbladig växtart som först beskrevs av B. Fedtschenko, och fick sitt nu gällande namn av G. L. Chu. Arnebia tschimganica ingår i släktet Arnebia och familjen strävbladiga växter. Inga underarter finns listade i Catalogue of Life.